# Nabatia (província)

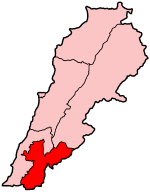
Província de Nabatia

Nabatia (em árabe: محافظة النبطية‎‎; romaniz.: Muḥāfaẓat an Nabaṭīya) é uma província (muhafazah) do Líbano. Tem uma área de 1 058 km². A capital é Nabatia.

## Cidades
- Nabatia (capital)
- Bint Jbeil
- Khiyam